# کوچ‌ولی‌لی
کوچ‌ولی‌لی (به لاتین: Köçvəlili) یک منطقه مسکونی در جمهوری آذربایجان است که در شهرستان آغستفا واقع شده‌است. کوچ‌ولی‌لی ۲۷۹۲ نفر جمعیت دارد.